# Julio C. Tello
Julio César Tello Rojas. Tello , född 11 april 1880 i Huarochirí, i Lima, Peru, död 7 juni 1947, var en peruansk arkeolog.
Julio C. Tellos föräldrar, Julián Tello y María Asunción Rojas de Tello, var bönder.  Han anses vara den peruanska arkeologins fader. Han var den förste som beslöt sig för att med noggrannhet och adekvata metoder studera uppkomsten och egenskaperna hos de gamla kulturerna i Peru. Han var övertygad om att det var det enda sättet att förstå det nuvarande Peru. Han största merit är att ha varit en av de första samhällsforskarna som talade emot den dominerande åsikten att de gamla peruanska kulturerna skulle ha varit primitiva. Han samlade bevis för att den peruanska kulturen hade varit högstående, i motsats till dem som skämdes för det som hade sitt ursprung i den infödda befolkningen kultur. Han fick bokstavligen kustslätterna att blomma upp, av oräkneliga gravar, bländande tempel och städer, gudabilder i guld, stenar och lera och oändliga bevis på den sociokulturella och ekonomiska verkligheten för den gamla andinska befolkningen.
Tello var deputerad för Huarochirí 1917-29 och grundade det peruanska arkeologiska museet (Museo de Arqueología Peruana) 1924.
Han begravdes enligt sin önskan i trädgården för Museo Nacional de Arqueología Antropología i Pueblo Libre (tidigare kallat Magdalena Vieja), Lima.

## Studier
Redan som ung vaknade nyfikenheten hos honom för vetenskap och forskning. Han ägnade sig därför åt medicinska studier och tog sin examen 1908 med avhandlingen Antigüedad de la Sífilis en el Perú ("Syfilisens ålder i Peru"), vilken mottogs med acklamation i den medicinska fakulteten i San Marcos universitetet. Han doktorerade 1911 i antropologi vid Harvarduniversitetet i USA

## Forskning
Tello studerade många peruanska kulturer, till exempel Paracaskulturen. Bland hans mest betydande böcker på detta tema framstår El origen de las civilizaciones antiguas e Introducción al estudio de las civilizaciones de Paracas ("De gamla civilisationernas ursprung och introduktion till studiet av civilisationerna i Paracas").
Utan tvekan var hans största intresse studiet av Chavínkulturen-kulturen. Tello trodde att Chavín var moderkultur till de tidigaste andinska civilisationerna som hade utvecklats i Peru. Bidraget från Tello i detta avseende är ovärderligt. Han fick världen att lära känna en stor peruansk kultur som hade utvecklats i Ancash vid början på 800-talet före Kristus i trakten för Chavín de Huántar, i dalgångarna Cupisnique, Casma, Nepeña och Lambayeque. Bland de mest kända minnesmärkena från denna kultur är den stora borgen vid Chavín, vars murar är utsmyckade med stenhuvuden, Tellos obelisk, och den stiliserade framställningen av en kattliknade gudom på den svarta chavínkeramiken, och på smycken, vapen och på monoliternas reliefer.

## Chavín de Huántar
Borgen vid Chavín utsågs till Världsarv av Unesco 1985. Julio C. Tellos insatser i undersökningarna över Chavín tillåter inte bara att fastställa dess stora betydelse i uppkomsten av de peruanska kulturerna utan också att förstå processen vid bildandet av desamma.